# Kočanska dolina
Kočanska dolina (makedonsko: Кочанска котлина, Kočanska kotlina) je dolina s površino 1020 km², ki se razteza vzdolž reke Bregalnice na vzhodu Severne Makedonije. Imenuje se po mestu Kočani. Dolina poteka po obeh straneh reke od jugozahoda proti severovzhodu. Skupna dolžina doline je 26 km, dno doline oz. njen ravninski del pa meri 115 km². Najnižja točka doline leži na zahodnem delu, na izlivu  Zletovske reke v Bregalnico. Tam je nadmorska višina 290 metrov. Proti vzhodu se dolina vzpenja in na najvišji točki doseže 330 metrov nad morjem.
Osrednji del doline se imenuje Kočansko pole (tudi samo Kočansko), jugovzhodni del se imenuje Viničko, zahodni pa Zletovsko. Poleg tega se kraji okoli večjih naselij imenujejo: Orizarsko, Istibanjsko, Zrnovsko, Obleševsko, itd.
Dolina je rodovitna, v njej pa zaradi ugodnih klimatskih razmer gojijo žitarice, predvsem riž.
Največji mesti v dolini sta Kočani in Vinica.

## Zgodovina
Dolina naj bi nastala v prvi polovici oligocena s tektonskimi premiki. Približno v tem obdobju je prišlo do posedanja terena med dvema razvodnicama, ob koncu miocena pa je dolino poplavila voda. Jezero se je nato v zgodnjem pliocenu združilo z okoliškimi jezeri in ustvarilo veliko, t.i. Srednjevardarsko jezero. Globina tega velikega jezera je dosegla celo do 500 metrov.
Ko je jezero kasneje začelo odtekati v smeri Vardarja, se je začela fluvialna faza razvoja reliefa in formiranje fluvialnih oblik reliefa doline. Reka Bregalnica je skozi čas ustvarila rečne terase, ki so najbolj izrazite na začetku in koncu doline.

## Klima
Povprečna letna temperatura v dolini znaša 13 °C, kar jo uvršča med najtoplejše v državi. Podobne povprečne letne temperature so še v dolini Velesa in Strumice. V Kočanski dolini je nekaj termalnih izvirov, najpomembnejši pa se nahajajo v vaseh Istibanja, Dolni Podlog, Banja in Krupište. V vasi Dolni Podlog, v bližini Kočanov, se nahajata dve vrtini, iz katerih pridobivajo termalno vodo. Ena vrtina sega 35 m v globino, druga pa 460 m. Vrtini zagotavljata stalni dotok termalne vode, ki se giblje okoli 300 l/s, voda pa ima temperaturo med 70 in 80 °C.